# Kanada az 1956. évi nyári olimpiai játékokon
Kanada az ausztráliai Melbourne-ben és a svédországi Stockholmban megrendezett 1956. évi nyári olimpiai játékok egyik részt vevő nemzete volt. Az országot az olimpián 15 sportágban 96 sportoló képviselte, akik összesen 6 érmet szereztek.

## Érmesek
| Érem  | Versenyző | Sportág       | Versenyszám                    |
| ----- | --- | ------------- | ------------------------------ |
| Arany | Donald Arnold Walter D'Hondt Lorne Loomer Archibald MacKinnon                                                                            | Evezés        | Férfi kormányos nélküli négyes |
| Arany | Gerald Ouellette | Sportlövészet | Férfi sportpuska, fekvő        |
| Ezüst | David Helliwell Philip Kueber Richard McClure Douglas McDonald William McKerlich Carlton Ogawa Donald Pretty Lawrence West Robert Wilson | Evezés        | Férfi nyolcas                  |
| Bronz | Jim Elder Brian Herbinson John Rumble | Lovaglás      | Csapat lovastusa               |
| Bronz | Irene MacDonald | Műugrás       | Női egyéni műugrás             |
| Bronz | Gil Boa | Sportlövészet | Férfi sportpuska, fekvő        |

## Atlétika
Férfi
| Versenyző                                              | Versenyszám     | Előfutam | Előfutam | Negyeddöntő | Negyeddöntő | Elődöntő | Elődöntő | Döntő    | Döntő    |
| Versenyző                                              | Versenyszám     | Idő      | Hely.    | Idő         | Hely.       | Idő      | Hely.    | Idő      | Helyezés |
| ------------------------------------------------------ | --------------- | -------- | -------- | ----------- | ----------- | -------- | -------- | -------- | -------- |
| Dick Harding                                           | 100 m           | 11,0     | 3.       | kiesett     | kiesett     | kiesett  | kiesett  | kiesett  | kiesett  |
| Stan Levenson                                          | 100 m           | 10,8     | 1.       | 10,8        | 3.          | 10,7     | 5.       | kiesett  | kiesett  |
| Jack Parrington                                        | 100 m           | 11,6     | 5.       | kiesett     | kiesett     | kiesett  | kiesett  | kiesett  | kiesett  |
| Jack Parrington                                        | 200 m           | 22,4     | 5.       | kiesett     | kiesett     | kiesett  | kiesett  | kiesett  | kiesett  |
| Joe Foreman                                            | 200 m           | 22,2     | 4.       | kiesett     | kiesett     | kiesett  | kiesett  | kiesett  | kiesett  |
| Murray Cockburn                                        | 400 m           | 49,0     | 2.       | 49,5        | 6.          | kiesett  | kiesett  | kiesett  | kiesett  |
| Laird Sloan                                            | 400 m           | 50,0     | 4.       | kiesett     | kiesett     | kiesett  | kiesett  | kiesett  | kiesett  |
| Terry Tobacco                                          | 400 m           | 47,9     | 1.       | 47,7        | 4.          | kiesett  | kiesett  | kiesett  | kiesett  |
| Doug Clement                                           | 800 m           | 1:56,92  | 8.       |             | kiesett     | kiesett  | kiesett  | kiesett  |          |
| Doug Kyle                                              | 5000 m          | 14:59,0  | 8.       |             |             |          |          | kiesett  | kiesett  |
| Doug Kyle                                              | 10 000 m        |          | 31:21,0  | 23.         |             |          |          |          |          |
| Alex Oakley                                            | 20 km gyaloglás |          |          |             |             |          |          | kizárták | kizárták |
| Stan Levenson Dick Harding Jack Parrington Joe Foreman | 4 × 100 m váltó | 41,7     | 4.       |             | kiesett     | kiesett  | kiesett  | kiesett  |          |
| Laird Sloan Doug Clement Murray Cockburn Terry Tobacco | 4 × 400 m váltó | 3:10,6   | 1.       |             | 3:10,2      | 5.       |          |          |          |

| Versenyző          | Versenyszám | Selejtező | Selejtező | Döntő    | Döntő    |
| Versenyző          | Versenyszám | Eredmény  | Helyezés  | Eredmény | Helyezés |
| ------------------ | ----------- | --------- | --------- | -------- | -------- |
| Kenneth Eric Money | Magasugrás  | 192 cm    | 17.       | 203 cm   | 5.       |

Női
| Versenyző                                                 | Versenyszám     | Előfutam | Előfutam | Elődöntő | Elődöntő | Döntő   | Döntő    |
| Versenyző                                                 | Versenyszám     | Idő      | Hely.    | Idő      | Hely.    | Idő     | Helyezés |
| --------------------------------------------------------- | --------------- | -------- | -------- | -------- | -------- | ------- | -------- |
| Eleanor Haslam                                            | 100 m           | 11,8     | 4.       | kiesett  | kiesett  | kiesett | kiesett  |
| Eleanor Haslam                                            | 200 m           | 25,3     | 4.       | kiesett  | kiesett  | kiesett | kiesett  |
| Diane Matheson                                            | 200 m           | 25,7     | 3.       | kiesett  | kiesett  | kiesett | kiesett  |
| Diane Matheson                                            | 100 m           | 12,4     | 6.       | kiesett  | kiesett  | kiesett | kiesett  |
| Maureen Rever                                             | 100 m           | 12,2     | 5.       | kiesett  | kiesett  | kiesett | kiesett  |
| Maureen Rever                                             | 200 m           | 26,1     | 5.       | kiesett  | kiesett  | kiesett | kiesett  |
| Eleanor Haslam Dorothy Kozak Diane Matheson Maureen Rever | 4 × 100 m váltó | 46,6     | 5.       |          |          | kiesett | kiesett  |

| Versenyző        | Versenyszám   | Selejtező | Selejtező | Döntő    | Döntő    |
| Versenyző        | Versenyszám   | Eredmény  | Helyezés  | Eredmény | Helyezés |
| ---------------- | ------------- | --------- | --------- | -------- | -------- |
| Alice Whitty     | Magasugrás    | 158 cm    | 16.       | 155 cm   | =16.     |
| Dorothy Kozak    | Távolugrás    | 550 cm    | 17.       | kiesett  | kiesett  |
| Jackie MacDonald | Súlylökés     | 13,11 m   | 13.       | 14,31 m  | 10.      |
| Jackie MacDonald | Diszkoszvetés | 40,41 m   | 19.       | kiesett  | kiesett  |
| Margaret George  | Gerelyhajítás | 39,73 m   | 16.       | kiesett  | kiesett  |

## Birkózás
Kötöttfogású
| Versenyző      | Versenyszám | 1. forduló               | 1. forduló | 1. forduló | 2. forduló                          | 2. forduló | 2. forduló | 3. forduló        | 3. forduló | 3. forduló | 4. forduló                       | 4. forduló | 4. forduló | Döntő             | Döntő   | Döntő   | Helyezés |
| Versenyző      | Versenyszám | Ellenfél Eredmény        | Pont       | Hely.      | Ellenfél Eredmény                   | Pont       | Hely.      | Ellenfél Eredmény | Pont       | Hely.      | Ellenfél Eredmény                | Pont       | Hely.      | Ellenfél Eredmény | Pont    | Hely.   | Helyezés |
| -------------- | ----------- | ------------------------ | ---------- | ---------- | ----------------------------------- | ---------- | ---------- | ----------------- | ---------- | ---------- | -------------------------------- | ---------- | ---------- | ----------------- | ------- | ------- | -------- |
| Robert Steckle | 87 kg       | Victor Mucha (AUS) · 2-1 | 1          | =2.        | Karl-Erik Nilsson (SWE) · kétvállas | 4          | =7.        | erőnyerő          | 4          | =3.        | Petko Szirakov (BUL) · kétvállas | 7          | 4.         | kiesett           | kiesett | kiesett | 4.       |

Szabadfogású
| Versenyző      | Versenyszám | 1. forduló                     | 1. forduló | 1. forduló | 2. forduló                          | 2. forduló | 2. forduló | 3. forduló        | 3. forduló | 3. forduló | 4. forduló        | 4. forduló | 4. forduló | 5. forduló        | 5. forduló | 5. forduló | 6. forduló        | 6. forduló | 6. forduló | Döntő             | Döntő   | Döntő   | Helyezés    |
| Versenyző      | Versenyszám | Ellenfél Eredmény              | Pont       | Hely.      | Ellenfél Eredmény                   | Pont       | Hely.      | Ellenfél Eredmény | Pont       | Hely.      | Ellenfél Eredmény | Pont       | Hely.      | Ellenfél Eredmény | Pont       | Hely.      | Ellenfél Eredmény | Pont       | Hely.      | Ellenfél Eredmény | Pont    | Hely.   | Helyezés    |
| -------------- | ----------- | ------------------------------ | ---------- | ---------- | ----------------------------------- | ---------- | ---------- | ----------------- | ---------- | ---------- | ----------------- | ---------- | ---------- | ----------------- | ---------- | ---------- | ----------------- | ---------- | ---------- | ----------------- | ------- | ------- | ----------- |
| Bruno Ochman   | 73 kg       | Mitko Petkov (BUL) · kétvállas | 3          | =9.        | visszalépett                        | 3          | =14.       | kiesett           | kiesett    | kiesett    | kiesett           | kiesett    | kiesett    |                   |            |            |                   |            |            | kiesett           | kiesett | kiesett | helyezetlen |
| Robert Steckle | 87 kg       | Kevin Coote (AUS) · 0-3        | 3          | =7.        | Gholamreza Takhti (IRI) · kétvállas | 6          | =11.       | kiesett           | kiesett    | kiesett    | kiesett           | kiesett    | kiesett    | kiesett           | kiesett    | kiesett    | kiesett           | kiesett    | kiesett    | kiesett           | kiesett | kiesett | helyezetlen |

## Evezés
| Versenyző | Versenyszám              | Előfutam | Előfutam | Vigaszág | Vigaszág | Elődöntő | Elődöntő | Döntő  | Döntő | Helyezés |
| Versenyző | Versenyszám              | Idő      | Hely.    | Idő      | Hely.    | Idő      | Hely.    | Idő    | Hely. | Helyezés |
| --- | ------------------------ | -------- | -------- | -------- | -------- | -------- | -------- | ------ | ----- | -------- |
| Archibald MacKinnon Lorne Loomer Walter D'Hondt Donald Arnold                                                                                        | Kormányos nélküli négyes | 6:36,6   | 1.       | erőnyerő | erőnyerő | 7:47,7   | 1.       | 7:08,8 | 1.    |          |
| Philip Kueber Richard McClure Robert Wilson David Helliwell Donald Pretty William McKerlich Douglas McDonald Lawrence West Carlton Ogawa (kormányos) | Nyolcas                  | 6:07,1   | 2.       | erőnyerő | erőnyerő | 6:57,0   | 1.       | 6:37,1 | 2.    |          |

## Kajak-kenu
Férfi
| Versenyző                        | Versenyszám          | Előfutam | Előfutam | Döntő   | Döntő    |
| Versenyző                        | Versenyszám          | Idő      | Hely.    | Idő     | Helyezés |
| -------------------------------- | -------------------- | -------- | -------- | ------- | -------- |
| Robert Smith                     | Kajak egyes 1000 m   | 4:54,2   | 6.       | kiesett | kiesett  |
| Lloyd Rice                       | Kajak egyes 10 000 m |          |          | 52:00,4 | 10.      |
| Robert Smith Leslie Melia        | Kajak kettes 1000 m  | 4:27,8   | 4.       | kiesett | kiesett  |
| George Bossy                     | Kenu egyes 1000 m    |          |          | 5:39,4  | 8.       |
| Donald Stringer                  | Kenu egyes 10 000 m  |          |          | 59:57,5 | 7.       |
| William Collins Bert Oldershaw   | Kenu kettes 1000 m   | 5:08,9   | 4.       | 5:11,0  | 7.       |
| William Stevenson Thomas Hodgson | Kenu kettes 10 000 m |          |          | 56:50,2 | 9.       |

## Kerékpározás

### Országúti kerékpározás
| Versenyző                               | Versenyszám          | Idő             | Helyezés      |
| --------------------------------------- | -------------------- | --------------- | ------------- |
| James Davies                            | Mezőnyverseny        | nem ért célba   | nem ért célba |
| Fred Markus                             | Mezőnyverseny        | nem ért célba   | nem ért célba |
| Patrick Murphy                          | Mezőnyverseny        | 5:27:28 (+6:11) | 29.           |
| Versenyző                               | Versenyszám          | Pont            | Helyezés      |
| James Davies Fred Markus Patrick Murphy | Csapat mezőnyverseny | nem ért célba   | nem ért célba |

### Pálya-kerékpározás
Sprintverseny
| Versenyző   | Versenyszám  | 1. forduló                                            | 1. forduló | Vigaszág selejtező                                   | Vigaszág selejtező | Vigaszág döntő       | Vigaszág döntő | Negyeddöntő          | Elődöntő             | Döntő                | Helyezés    |
| Versenyző   | Versenyszám  | Ellenfelek Győztes idő                                | Hely.      | Ellenfelek Győztes idő                               | Hely.              | Ellenfél Győztes idő | Hely.          | Ellenfél Győztes idő | Ellenfél Győztes idő | Ellenfél Győztes idő | Helyezés    |
| ----------- | ------------ | ----------------------------------------------------- | ---------- | ---------------------------------------------------- | ------------------ | -------------------- | -------------- | -------------------- | -------------------- | -------------------- | ----------- |
| Fred Markus | Férfi egyéni | Guglielmo Pesenti (ITA) · Hernán Masanés (CHI) · 11,8 | 3.         | Anésio Argenton (BRA) · Hylton Mitchell (TRI) · 13,0 | 3.                 | kiesett              | kiesett        | kiesett              | kiesett              | kiesett              | helyezetlen |

Időfutam
| Versenyző    | Versenyszám  | Idő    | Helyezés |
| ------------ | ------------ | ------ | -------- |
| James Davies | Férfi egyéni | 1:15,2 | 17.      |

## Kosárlabda
| Kanadai férfi kosárlabdacsapat-játékoskeret                                        | Kanadai férfi kosárlabdacsapat-játékoskeret                                         |
| ---------------------------------------------------------------------------------- | ----------------------------------------------------------------------------------- |
| - Ron Bissett - Doug Brinham - Mel Brown - Bob Burtwell - Ed Lucht - Don Macintosh | - John McLeod - Coulter Osborne - Bob Pickel - Ron Stuart - George Stulac - Ed Wild |

### Eredmények
Csoportkör
B csoport
| Csapat              | M | Gy | V | P+  | P–  | Pk   |
| ------------------- | - | -- | - | --- | --- | ---- |
| Franciaország (FRA) | 3 | 3  | 0 | 236 | 183 | +53  |
| Szovjetunió (URS)   | 3 | 2  | 1 | 255 | 177 | +78  |
| Kanada (CAN)        | 3 | 1  | 2 | 206 | 234 | –28  |
| Szingapúr (SIN)     | 3 | 0  | 3 | 154 | 257 | –103 |

| 1956. november 22. | Szovjetunió (URS) | 97 – 59 | Kanada (CAN) |  |
| 1956. november 22. | (46–20)           |         |              |  |

| 1956. november 24. | Kanada (CAN) | 85 – 58 | Szingapúr (SIN) |  |
| 1956. november 24. | (51–30)      |         |                 |  |

| 1956. november 26. | Franciaország (FRA) | 79 – 62 | Kanada (CAN) |  |
| 1956. november 26. | (43–35)             |         |              |  |

A 9–15. helyért
H csoport
| Csapat          | M | Gy | V | P+  | P–  | Pk  |
| --------------- | - | -- | - | --- | --- | --- |
| Kanada (CAN)    | 2 | 2  | 0 | 147 | 123 | +24 |
| Japán (JPN)     | 2 | 1  | 1 | 143 | 140 | +3  |
| Dél-Korea (KOR) | 2 | 0  | 2 | 130 | 157 | –27 |

| 1956. november 27. | Kanada (CAN) | 74 – 63 | Dél-Korea (KOR) |  |
| 1956. november 27. | (32–31)      |         |                 |  |

| 1956. november 29. | Kanada (CAN) | 73 – 60 | Japán (JPN) |  |
| 1956. november 29. | (40–26)      |         |             |  |

A 9–12. helyért
| 1956. november 30. | Kanada (CAN) | 83 – 38 | Ausztrália (AUS) |  |
| 1956. november 30. | (30–18)      |         |                  |  |

A 9. helyért
| 1956. december 1. | Kanada (CAN) | 75 – 60 | Japán (JPN) |  |
| 1956. december 1. | (39–34)      |         |             |  |

| Csapat       | Helyezés |
| ------------ | -------- |
| Kanada (CAN) | 9.       |

## Lovaglás
megjegyzés: A lovas versenyszámokat a svédországi Stockholmban rendezték meg a szigorú ausztrál állat-egészségügyi szabályok miatt.
Díjlovaglás
| Versenyző      | Ló           | Versenyszám | Döntő | Döntő    |
| Versenyző      | Ló           | Versenyszám | Pont  | Helyezés |
| -------------- | ------------ | ----------- | ----- | -------- |
| Leonard Lafond | Rath Patrick | Egyéni      | 657,0 | 20.      |

Lovastusa
| Versenyző                             | Ló                  | Versenyszám | Díjlovaglás | Díjlovaglás | Tereplovaglás | Tereplovaglás | Díjugratás | Díjugratás | Végeredmény | Végeredmény |
| Versenyző                             | Ló                  | Versenyszám | Bünt.       | Hely.       | Bünt.         | Hely.         | Bünt.      | Hely.      | Bünt.       | Helyezés    |
| ------------------------------------- | ------------------- | ----------- | ----------- | ----------- | ------------- | ------------- | ---------- | ---------- | ----------- | ----------- |
| Jim Elder                             | Colleen             | Egyéni      | -141,20     | =30.        | -42,49        | 19.           | -10,00     | =2.        | -193,69     | 19.         |
| Brian Herbinson                       | Tara                | Egyéni      | -131,20     | 25.         | -75,30        | 21.           | -10,00     | =2.        | -216,50     | 20.         |
| John Rumble                           | Cilroy              | Egyéni      | -122,80     | 16.         | -19,73        | 16.           | -20,00     | =22.       | -162,53     | 16.         |
| Jim Elder Brian Herbinson John Rumble | Colleen Tara Cilroy | Csapat      | -395,20     | 7.          | -137,52       | 3.            | -40,00     | 3.         | -572,72     |             |

## Műugrás
Férfi
| Versenyző       | Versenyszám        | Selejtező | Selejtező | Döntő   | Döntő   | Döntő    |
| Versenyző       | Versenyszám        | Pont      | Helyezés  | Pont    | Össz.   | Helyezés |
| --------------- | ------------------ | --------- | --------- | ------- | ------- | -------- |
| William Patrick | Egyéni műugrás     | 75,64     | 11.       | 51,68   | 127,32  | 10.      |
| William Patrick | Egyéni toronyugrás | 67,71     | 15.       | kiesett | kiesett | kiesett  |

Női
| Versenyző       | Versenyszám    | Selejtező | Selejtező | Döntő | Döntő  | Döntő    |
| Versenyző       | Versenyszám    | Pont      | Helyezés  | Pont  | Össz.  | Helyezés |
| --------------- | -------------- | --------- | --------- | ----- | ------ | -------- |
| Irene MacDonald | Egyéni műugrás | 73,25     | 2.        | 48,15 | 121,40 |          |

## Ökölvívás
| Versenyző        | Versenyszám   | 32-es főtábla     | Nyolcaddöntő                    | Negyeddöntő                | Elődöntő          | Döntő             | Helyezés |
| Versenyző        | Versenyszám   | Ellenfél Eredmény | Ellenfél Eredmény               | Ellenfél Eredmény          | Ellenfél Eredmény | Ellenfél Eredmény | Helyezés |
| ---------------- | ------------- | ----------------- | ------------------------------- | -------------------------- | ----------------- | ----------------- | -------- |
| Edward Beattie   | Könnyűsúly    | erőnyerő          | Sueb Chundakowsolaya (THA) · GY | Anatolij Lagetko (URS) · V | kiesett           | kiesett           | 5.       |
| Leslie Mason     | Kisváltósúly  | erőnyerő          | Henry Loubscher (RSA) · V       | kiesett                    | kiesett           | kiesett           | 9.       |
| Walter Kozak     | Váltósúly     |                   | Francisco Gelabert (ARG) · V    | kiesett                    | kiesett           | kiesett           | 9.       |
| James Montgomery | Nagyváltósúly |                   | Ulrich Kienast (EUA) · V        | kiesett                    | kiesett           | kiesett           | 9.       |
| Ralph Hosack     | Középsúly     |                   | Gennagyij Satkov (URS) · V      | kiesett                    | kiesett           | kiesett           | 9.       |
| Gerald Collins   | Félnehézsúly  |                   | Ottavio Panunzi (ITA) · V       | kiesett                    | kiesett           | kiesett           | 9.       |

## Sportlövészet
Férfi
| Versenyző        | Versenyszám                    | Döntő | Döntő    |
| Versenyző        | Versenyszám                    | Pont  | Helyezés |
| ---------------- | ------------------------------ | ----- | -------- |
| James Zavitz     | Gyorstüzelő pisztoly           | 547   | 25.      |
| James Zavitz     | Szabadpisztoly                 | 536   | 13.      |
| Gerald Ouellette | Szabadpuska, összetett (300 m) | 1066  | 11.      |
| Gerald Ouellette | Sportpuska, fekvő              | 600   |          |
| Gerald Ouellette | Sportpuska, összetett          | 1141  | 21.      |
| Gil Boa          | Sportpuska, összetett          | 1159  | 6.       |
| Gil Boa          | Sportpuska, fekvő              | 598   |          |
| Earl Caldwell    | Trap                           | 169   | 17.      |
| Frank Opsal      | Trap                           | 118   | 32.      |

## Súlyemelés
| Versenyző      | Versenyszám | Nyomás   | Nyomás   | Szakítás | Szakítás | Lökés    | Lökés    | Összesen | Helyezés |
| Versenyző      | Versenyszám | Eredmény | Helyezés | Eredmény | Helyezés | Eredmény | Helyezés | Összesen | Helyezés |
| -------------- | ----------- | -------- | -------- | -------- | -------- | -------- | -------- | -------- | -------- |
| Jules Sylvain  | 60 kg       | 92,5     | =9.      | 95,0     | =7.      | 122,5    | =10.     | 310,0    | 9.       |
| Adrien Gilbert | 75 kg       | 112,5    | 8.       | 115,0    | 5.       | 142,5    | =9.      | 370,0    | 8.       |
| Dave Baillie   | +90 kg      | 147,5    | =4.      | 122,5    | =7.      | 162,5    | 6.       | 432,5    | 6.       |

## Torna
Férfi
| Versenyző  | Versenyszám      | Döntő    | Döntő    |
| Versenyző  | Versenyszám      | Pontszám | Helyezés |
| ---------- | ---------------- | -------- | -------- |
| Ed Gagnier | Talaj            | 18,05    | 37.      |
| Ed Gagnier | Ugrás            | 18,05    | =43.     |
| Ed Gagnier | Korlát           | 17,65    | =48.     |
| Ed Gagnier | Nyújtó           | 16,10    | 53.      |
| Ed Gagnier | Gyűrű            | 16,85    | =42.     |
| Ed Gagnier | Lólengés         | 17,70    | =45.     |
| Ed Gagnier | Egyéni összetett | 104,40   | 49.      |

Női
| Versenyző         | Versenyszám      | Döntő    | Döntő    |
| Versenyző         | Versenyszám      | Pontszám | Helyezés |
| ----------------- | ---------------- | -------- | -------- |
| Ernestine Russell | Talaj            | 18,200   | =20.     |
| Ernestine Russell | Ugrás            | 17,833   | 45.      |
| Ernestine Russell | Felemás korlát   | 16,133   | 61.      |
| Ernestine Russell | Gerenda          | 15,766   | 61.      |
| Ernestine Russell | Egyéni összetett | 67,933   | 56.      |

## Úszás
Férfi
| Versenyző      | Versenyszám    | Előfutam | Előfutam | Előfutam | Elődöntő | Elődöntő | Elődöntő | Döntő   | Döntő    |
| Versenyző      | Versenyszám    | Idő      | Hely.    | Össz.    | Idő      | Hely.    | Össz.    | Idő     | Helyezés |
| -------------- | -------------- | -------- | -------- | -------- | -------- | -------- | -------- | ------- | -------- |
| George Park    | 100 m gyors    | 58,8     | 5.       | 17.      | kiesett  | kiesett  | kiesett  | kiesett | kiesett  |
| George Park    | 200 m pillangó | 2:47,2   | 5.       | 15.      |          |          |          | kiesett | kiesett  |
| William Slater | 400 m gyors    | 4:40,4   | 3.       | 12.      |          |          |          | kiesett | kiesett  |
| William Slater | 1500 m gyors   | 18:51,6  | 3.       | 8.       |          |          |          | 18:38,1 | 5.       |

Női
| Versenyző                                                 | Versenyszám          | Előfutam | Előfutam | Előfutam | Elődöntő | Elődöntő | Elődöntő | Döntő   | Döntő    |
| Versenyző                                                 | Versenyszám          | Idő      | Hely.    | Össz.    | Idő      | Hely.    | Össz.    | Idő     | Helyezés |
| --------------------------------------------------------- | -------------------- | -------- | -------- | -------- | -------- | -------- | -------- | ------- | -------- |
| Virginia Grant                                            | 100 m gyors          | 1:05,1   | 3.       | 4.*      | 1:05,5   | 3.       | 5.*      | 1:05,4  | 5.       |
| Helen Stewart                                             | 100 m gyors          | 1:07,1   | 3.       | 12.*     | 1:06,9   | 7.       | 14.*     | kiesett | kiesett  |
| Gladys Priestley                                          | 100 m gyors          | 1:09,2   | 7.       | 27.      | kiesett  | kiesett  | kiesett  | kiesett | kiesett  |
| Gladys Priestley                                          | 400 m gyors          | 5:27,5   | 4.       | 21.      |          |          |          | kiesett | kiesett  |
| Beth Whittall                                             | 400 m gyors          | 5:21,7   | 4.       | 15.      |          |          |          | kiesett | kiesett  |
| Beth Whittall                                             | 100 m pillangó       | 1:16,9   | 4.       | 7.       |          |          |          | 1:17,9  | 7.       |
| Sara Barber                                               | 100 m pillangó       | 1:16,2   | 3.       | 6.       |          |          |          | 1:18,4  | 8.       |
| Sara Barber                                               | 100 m hát            | 1:14,3   | 2.       | 4.       |          |          |          | 1:14,3  | 7.       |
| Lenora Fisher                                             | 100 m hát            | 1:17,5   | 7.       | 18.*     |          |          |          | kiesett | kiesett  |
| Helen Stewart Gladys Priestley Sara Barber Virginia Grant | 4 × 100 m gyorsváltó | 4:29,3   | 3.       | 6.       |          |          |          | 4:28,3  | 5.       |

* - egy másik versenyzővel azonos időt ért el

## Vitorlázás
Nyílt
| Versenyző                                  | Versenyszám | Futam | Futam | Futam | Futam | Futam | Futam | Futam | Pontszám | Helyezés |
| Versenyző                                  | Versenyszám | 1     | 2     | 3     | 4     | 5     | 6     | 7     | Pontszám | Helyezés |
| ------------------------------------------ | ----------- | ----- | ----- | ----- | ----- | ----- | ----- | ----- | -------- | -------- |
| Bruce Kirby                                | Finn dingi  | 703   | (172) | 624   | 402   | 499   | 361   | 624   | 3213     | 8.       |
| George Parsons Eugene Pennell              | Csillaghajó | 277   | 226   | (101) | 402   | 139   | 226   | 139   | 1409     | 9.       |
| Archibald Cameron Bill Thomas              | Sharpie     | (0)   | 437   | 312   | 0     | 0     | 261   | 215   | 1225     | 11.      |
| Clifford Howard David Howard Donald Tytler | Sárkányhajó | 527   | 460   | 305   | (264) | 828   | 460   | 606   | 3186     | 8.       |

## Vívás
Férfi
| Versenyző      | Versenyszám       | Csoportkör | Csoportkör | Csoportkör | Csoportkör  | Csoportkör        | Csoportkör | Csoportkör        | Csoportkör | Helyezés    |
| Versenyző      | Versenyszám       | 1. kör | 1. kör     | Negyeddöntő | Negyeddöntő | Elődöntő          | Elődöntő   | Döntő             | Döntő      | Helyezés    |
| Versenyző      | Versenyszám       | Ellenfél Eredmény | Hely.      | Ellenfél Eredmény | Hely.       | Ellenfél Eredmény | Hely.      | Ellenfél Eredmény | Hely.      | Helyezés    |
| -------------- | ----------------- | --- | ---------- | --- | ----------- | ----------------- | ---------- | ----------------- | ---------- | ----------- |
| Roland Asselin | Tőr, egyéni       | |            | 4. csoport · Mark Midler (URS) · 2-5 · Christian d’Oriola (FRA) · 0-5 · René Paul (GBR) · 3-5 · André Verhalle (BEL) · 3-5 · Fülöp Mihály (HUN) · 2-5 · David McKenzie (AUS) · 3-5 · Emilio Echeverry (COL) · nem vívtak | 7.          | kiesett           | kiesett    | kiesett           | kiesett    | helyezetlen |
| Roland Asselin | Párbajtőr, egyéni | 1. csoport · Väinö Korhonen (FIN) · 5-4 · Alfredo Yanguas (COL) · 5-2 · Arnold Csarnusevics (URS) · 1-5 · Sewall Shurtz (USA) · 2-5 · Ghislain Delaunois (BEL) · 1-5 · Émile Gretsch (LUX) · 2-5                                                                                 | 5.         | kiesett | kiesett     | kiesett           | kiesett    | kiesett           | kiesett    | helyezetlen |
| Roland Asselin | Kard, egyéni      | 3. csoport · Gastone Darè (ITA) · nincs adat · Bill Hoskyns (GBR) · nincs adat · Leslie Fadgyas (AUS) · nincs adat · Marcel Van Der Auwera (BEL) · nincs adat · José del Carmen (COL) · nincs adat · Összesítés: 2GY-3V (16-18) · Rájátszás: · Marcel Van Der Auwera (BEL) · 3-5 | 3.         | kiesett | kiesett     | kiesett           | kiesett    | kiesett           | kiesett    | helyezetlen |